# اوگروجنگتس (استان وارمی-ماسوری)
اوگروجنگتس (به لهستانی:  Ogrodzieniec) یک روستا در لهستان است که در گمینا کیشلیتسه واقع شده‌است.